# Ronny Amberts
Leif Ronny Christer Amberts, född Andersson 10 januari 1942 i Hedvigs församling i Norrköping, är en svensk jurist.
1989 trädde Amberts fram i tidningen Helgbladet och sade sig ha namnet på Olof Palmes mördare, dock utan att avslöja namnet. Amberts är författare till Final Countdown, en serie romaner som rör Palmemordet utgivna 2015–2017.

### Romaner
- Final Countdown del I: Mordet. Mordet på Olof Palme: Den mörklagda verkligheten (Juristfirman Ronny Amberts, 2015)
- Final Countdown del II: Mörkläggningen. Mordet på Olof Palme: Den mörklagda verkligheten (Juristfirman Ronny Amberts, 2016)
- Final Countdown del III: Berlinmurens fall. Mordet på Olof Palme: Den mörklagda verkligheten (Juristfirman Ronny Amberts, 2017)
- Final Countdown del IV: Jesu återkomst. Mordet på Olof Palme: Den mörklagda verkligheten (Juristfirman Ronny Amberts, 2017)